# Eino Mäkinen
Eino Matias Mäkinen (* 13. Juni 1926 in Kuru; † 13. August 2014 in Tampere) war ein finnischer Gewichtheber.

## Werdegang
Eino Mäkinen wuchs in Tavastland auf und betätigte sich als Jugendlicher und junger Mann zunächst mit der Leichtathletik. Nachdem er von 1943 bis 1945 seine Wehrpflicht abgeleistet hatte, hatte er mehr Zeit zum Training und erreichte im Kugelstoßen Weiten von über 15 Metern, womit er seinerzeit an die finnische Spitzenklasse heranreichte. Beim Training für das Kugelstoßen lernte er auch das Gewichtheben kennen, das ihm so gut gefiel, dass er schließlich ganz dabei blieb. Er trainierte in Tammerfors, sein Trainer war Jukke Turunen. 1953 überbot er erstmals die Grenze von 400 kg im olympischen Dreikampf. Im gleichen Jahr nahm er auch erstmals an den Welt- und Europameisterschaften teil. Ab diesem Zeitpunkt startete er unermüdlich bei fast allen wichtigen nationalen und internationalen Meisterschaften, wurde 1955 in München Europameister im Schwergewicht und gewann noch einige weitere internationale Medaillen.

## Internationale Erfolge
(OS = Olympische Spiele, WM = Weltmeisterschaft, EM = Europameisterschaft, S = Schwergewicht)
- 1953, 1. Platz, Skandinavische Meisterschaft, S, mit 395 kg, vor Lage Andersson, Schweden, 387,5 kg und Oesten, Dänemark, 330 kg;
- 1953, 9. Platz (5. Platz), WM + EM in Stockholm, S, mit 382,5 kg, Sieger: Doug Hepburn, Kanada, 467,5 kg vor John Davis, USA, 457,5 kg;
- 1954, 2. Platz, Skandinavische Meisterschaft, S, mit 387,5 kg, hinter Lage Andersson, 397,5 kg und vor Oesten, 320 kg;
- 1954, 4. Platz, (2. Platz), WM + EM in Wien, S, mit 410 kg, hinter Norbert Schemansky, USA, 487,5 kg, James Bradford, USA, 462,5 kg und Franz Hölbl, Österreich, 425 kg;
- 1955, 1. Platz, Skandinavische Meisterschaft, S, mit 410 kg, vor Göte Wallgren, Schweden, 395 kg und Ib Doreng, Dänemark, 342,5 kg;
- 1955, 3. Platz (1. Platz), WM + EM in München, S, mit 422,5 kg, hinter Paul Anderson, USA, 512,5 kg und Bradford, 475 kg;
- 1956, 4. Platz, EM in Helsinki, S, mit 420 kg, hinter Alexei Sidorowitsch Medwedew, UdSSR, 465 kg, Alberto Pigaiani, Italien, 432,5 kg und Hölbl, 430 kg;
- 1956, 1. Platz, Turnier in Prag, S, mit 412,5 kg, vor Belohoubek, CSSR, 395 kg und Spitzbarth, CSSR, 395 kg;
- 1956, 5. Platz, OS in Melbourne, S, mit 432,5 kg, hinter Anderson, 500 kg, Humberto Selvetti, Argentinien, 500 kg, Pigaiani, 452,5 kg und Firouz Pojhan, Iran, 450 kg;
- 1957, 1. Platz, Skandinavische Meisterschaft, S, mit 450 kg, vor Wallgren, 392,5 kg und Jörgensen, Norwegen, 387,5 kg;
- 1957, 2. Platz, Großer Preis der UdSSR in Moskau, S, mit 447,5 kg, hinter Jewgeni Nowikow, UdSSR, 470 kg und vor Ken MacDonald, Australien, 432,5 kg;
- 1957, 2. Platz, EM in Kattowitz, S, mit 440 kg, hinter Nowikow, 470 kg und vor Václav Syrový, CSSR, 425 kg;
- 1957, 4. Platz, WM in Teheran, S, mit 447,5 kg, hinter Medwedew, 500 kg, Selvetti, 485 kg und Pigaiani, 452,5 kg;
- 1958, 3. Platz, Großer Preis der UdSSR, S, mit 440 kg, hinter Medwedew, 490 kg und Nowikow, 455 kg;
- 1958, 6. Platz (4. Platz), WM + EM in Stockholm, S, mit 430 kg, hinter Medwedew, 485 kg, Dave Ashman, USA, 457,5 kg;
- 1959, 4. Platz (3. Platz), WM + EM in Warschau, S, mit 447,5 kg, hinter Juri Wlassow, UdSSR, 500 kg, Bradford, 492,5 kg und Iwan Wesselinow, Bulgarien, 455 kg;
- 1960, 3. Platz, Großer Preis der UdSSR in Moskau, S, mit 447,5 kg, hinter Medwedew, 480 kg und Vesselinow, 455 kg;
- 1960, 4. Platz, EM in Mailand, S, mit 435 kg, hinter Wlassow, 500 kg, Vesselinow, 460 kg und Pigaiani, 445 kg;
- 1960, 5. Platz, OS in Rom, S, mit 455 kg, hinter Wlassow, 537,5 kg, Bradford, 512,5 kg, Schemansky, 500 kg und Ibrahim, Ägypten, 455 kg;
- 1961, 1. Platz, Skandinavische Meistersch., S, mit 455 kg, vor Lanes, Norwegen, 395 kg und Cannerström, Schweden, 392,5 kg;
- 1961, 3. Platz (2. Platz), WM + EM in Wien, S, mit 455 kg, hinter Wlassow, 525 kg und Ronald Zirk, USA, 475 kg;
- 1962, 4. Platz, Großer Preis der UdSSR in Moskau, S, mit 447,5 kg, hinter Leonid Schabotinski, UdSSR, 490 kg, Ibrahim, 457,5 kg und Károly Ecser, Ungarn, 457,5 kg;
- 1962, 1. Platz, Skandinavische Meistersch., S, mit 435 kg, vor Borrman, Schweden, 400 kg und Röstad, Norwegen, 362,5 kg;
- 1962, 8. Platz (5. Platz), WM + EM in Budapest, S, mit 462,5 kg, Sieger: Wlassow, 540 kg vor Schemansky, 537,5 kg;
- 1963, 8. Platz (5. Platz), WM + EM in Stockholm, S, mit 457,5 kg, Sieger: Wlassow, 557,5 kg vor Schemansky, 537,5 kg

## Finnische Meisterschaft
Eino Mäkinen errang achtmal die finnische Meisterschaft im Schwergewicht.